# Christopher Thompson
 
Christopher Thompson (nacido en el año 1966) es un actor, guionista y director de cine francés.

## Primeros años
Thompson viene de una familia asociada con el teatro. Es hijo de la directora y guionista Daniele Thompson, y su abuelo materno es director Gérard Oury (1919-2006); Su hermana es la actriz Caroline Thompson. El está casado con la actriz Géraldine Pailhas. Ellos tienen 2 hijos.
Nació en Nueva York en el año 1966, Thompson fue criado en la casa de sus padres, Francia. Más tarde regresó a Estados Unidos para asistir a Brown University.

## Carrera

### Actor
Como actor, Thompson El primer papel importante de Thompson en la pantalla fue su interpretación del líder revolucionario Louis de Saint-Just en Historia de una revolución (1989), una cinta de la televisión francesa producida para el bicentenario de la revolución francesa. Sus principales trabajos en la pantalla son producciones francesas, como las películas L'Atlantide (1992) Giorgino (1994), y una miniserie de televisión Le Comte de Monte Cristo (1998). Sus créditos en producciones en inglés incluyen papeles secundarios en Jefferson en París (1995) y La defensa Luzhin (2001).

### Guionista
Thompson colaboró con su madre en el guion de su primer largometraje, La Bûche (También llamado Besos para todos, 1999). Ambos volvieron a trabajar juntos en el guion de Decalage horaire (También llamado Jet Lag, 2001) y su guion para Fauteuils d'orchestre (También llamado Asientos de orquesta o Avenue Montaign) fue nominado en la categoría de mejor escritor en César Awards. Una colaboración posterior, la comedia Amor a la carta (2009).

### Director
- En el año 2010 Thompson hizo su debut como director en el filme Bus Palladium, protagonizado por Marc-André Grondin.[1][2]
- 2021 La hija del carnicero (Tendre et saignant)